# 2 Pułk Jazdy Kaliskiej
2 Pułk Jazdy Kaliskiej – pułk jazdy polskiej doby powstania listopadowego.
Sformowany z jeźdźców 50-dymowych, na etat wszedł 20 stycznia 1831.
Pułk otrzymał 10 krzyży złotych i 2 srebrne.

## Dowódcy pułku
- ppłk Korneli Grodzicki,
- płk Ludwik Sczaniecki (10 sierpnia 1831).

## Obsada personalna
- adiutant pułku – ppor. Skoraszewski
- kwatermistrz – por. Łąpiński

- kasjer – ppor. Chrystowski
- szef taboru – podoficer Jodłecki

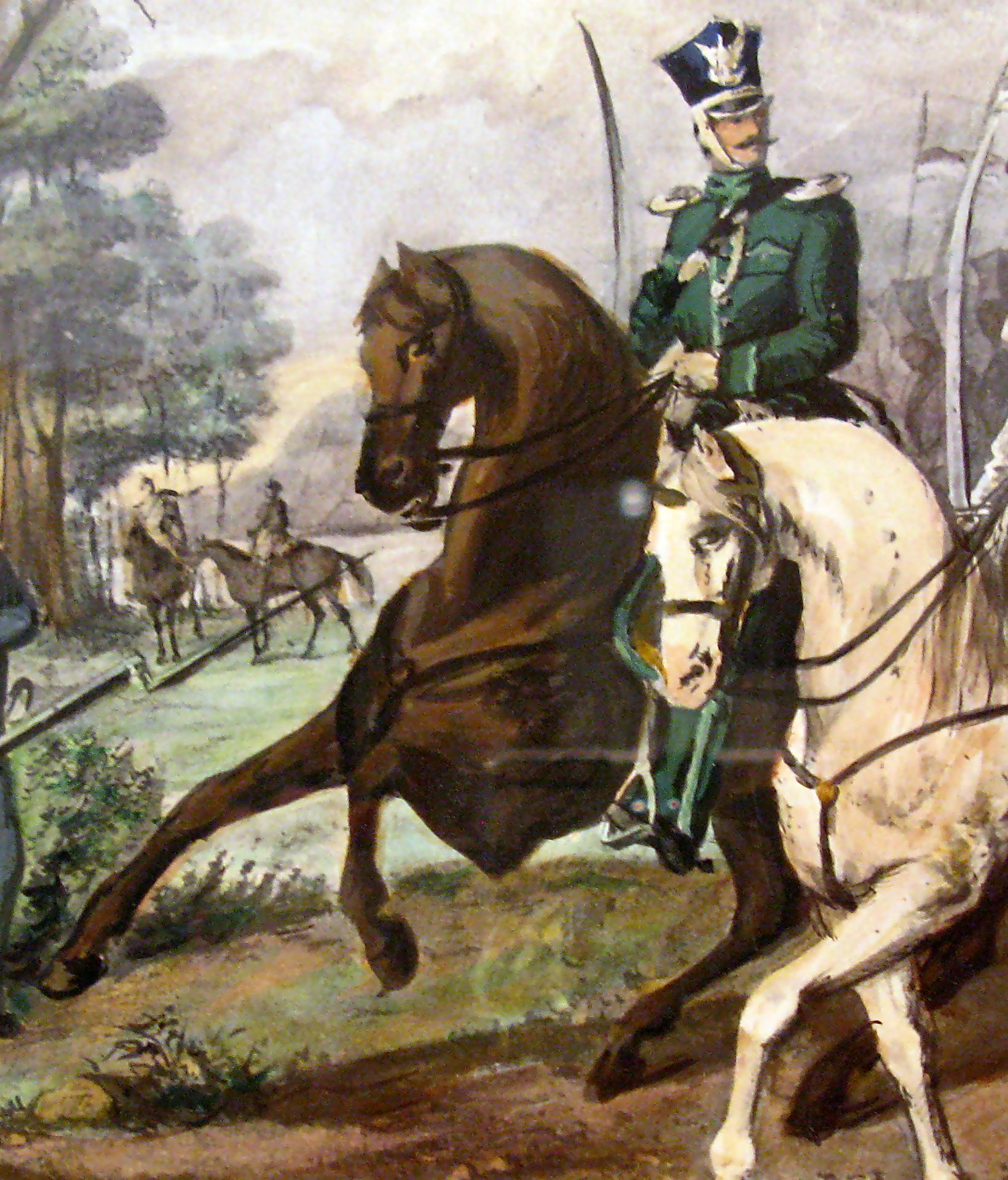
Jeździec Jazdy Kaliskiej

- pisarze pułkowi – Wichrzycki, Guroski
- lekarze – Banaszkiewicz, Strużewski
- felczer – Gura
- dowódca I dywizjonu – ppłk Jaskulski
  - dowódca 1 szwadronu – kpt. Lipski
  - dowódca 2 szwadronu – kpt. Kramarkiewicz
- dowódca II dywizjonu – ppłk Sokolnicki
  - dowódca 3 szwadronu – kpt. Poleski
  - dowódca 4 szwadronu – kpt. Bąkowski
- dowódca III dywizjonu – mjr Budziszewski
  - dowódca 5 szwadronu – kpt. Gutkowski
  - dowódca 6 szwadronu – por. Byszewski

## Walki pułku
Pułk brał udział w walkach w czasie powstania listopadowego.
Bitwy i potyczki:
- Kałuszyn (17 lutego 1831),
- Urzędów (7 kwietnia 1831),
- Łopoczno (8 kwietnia 1831),
- Kamień (14 kwietnia 1831),
- Wronów (17 kwietnia 1831),
- Karczmiska (18 kwietnia 1831),
- Opole (13 czerwca 1831),
- Siennica (10 lipca 1831),
- Młodzieszyn (10 sierpnia 1831),
- Mistrzewice (11 sierpnia 1831),
- Szymanów (15 sierpnia 1831),
- Bronisze (17 sierpnia 1831),
- Wiązowna (23 sierpnia 1831).